# Toni Perković
Toni Perković (Pola, 10 aprile 1998) è un cestista croato.

## Carriera

### Club
Cresciuto nel settore giovanile del Cedevita Zagabria, ha esordito in prima squadra nel 2017. Con il club croato ha conquistato un campionato nazionale, due Coppe di Croazia e una Supercoppa ABA Liga. Nel 2019 si trasferisce al KK Spalato, dove gioca per tre anni, dal 2019 al 2022. Nell'ultima stagione fa registrare 14,6 punti di media nel campionato croato e 10,8 in ABA Liga.
Nella stagione 2022-2023 Perković si è unito alla formazione francese dell'Orléans Loiret Basket, partecipante alla seconda divisione del campionato francese, segnando una media di 9,3 punti a partita. Conclusa l'esperienza in Francia, ha fatto ritorno al KK Spalato per disputare nuovamente sia il campionato che la ABA Liga, chiudendo la stagione con medie di 11,8 punti nel torneo nazionale e 10,9 punti nella competizione adriatica.
Nel novembre 2024 Perković è stato tesserato dalla Pallacanestro Forlì 2.015, squadra militante in Serie A2 che in quel momento era alle prese con il protrarsi dei problemi fisici dell'ala piccola Shawn Dawson. A gennaio la società ha scelto di non esercitare la clausola di uscita prevista dal suo contratto, confermando di fatto il giocatore croato fino al termine della stagione. Con 15,4 punti di media in trenta partite di stagione regolare, è stato il miglior realizzatore della formazione biancorossa. Un'infiammazione al ginocchio lo ha limitato durante parte dei play-off, costringendolo a saltare gara 5 dei quarti di finale contro Cividale e gara 1 delle semifinali contro Rimini e a scendere in campo in condizioni non ottimali nelle altre tre partite della serie, poi persa.

### Nazionale
Con la Croazia ha fatto parte dei dodici convocati dal commissario tecnico Damir Mulaomerović per i Campionati europei del 2022.

## Palmarès
- Campionato croato: 1

Cedevita: 2017-18
- Coppa di Croazia: 2

Cedevita: 2018, 2019
- Supercoppa ABA Liga: 1

Cedevita: 2017